# Richer von Reims

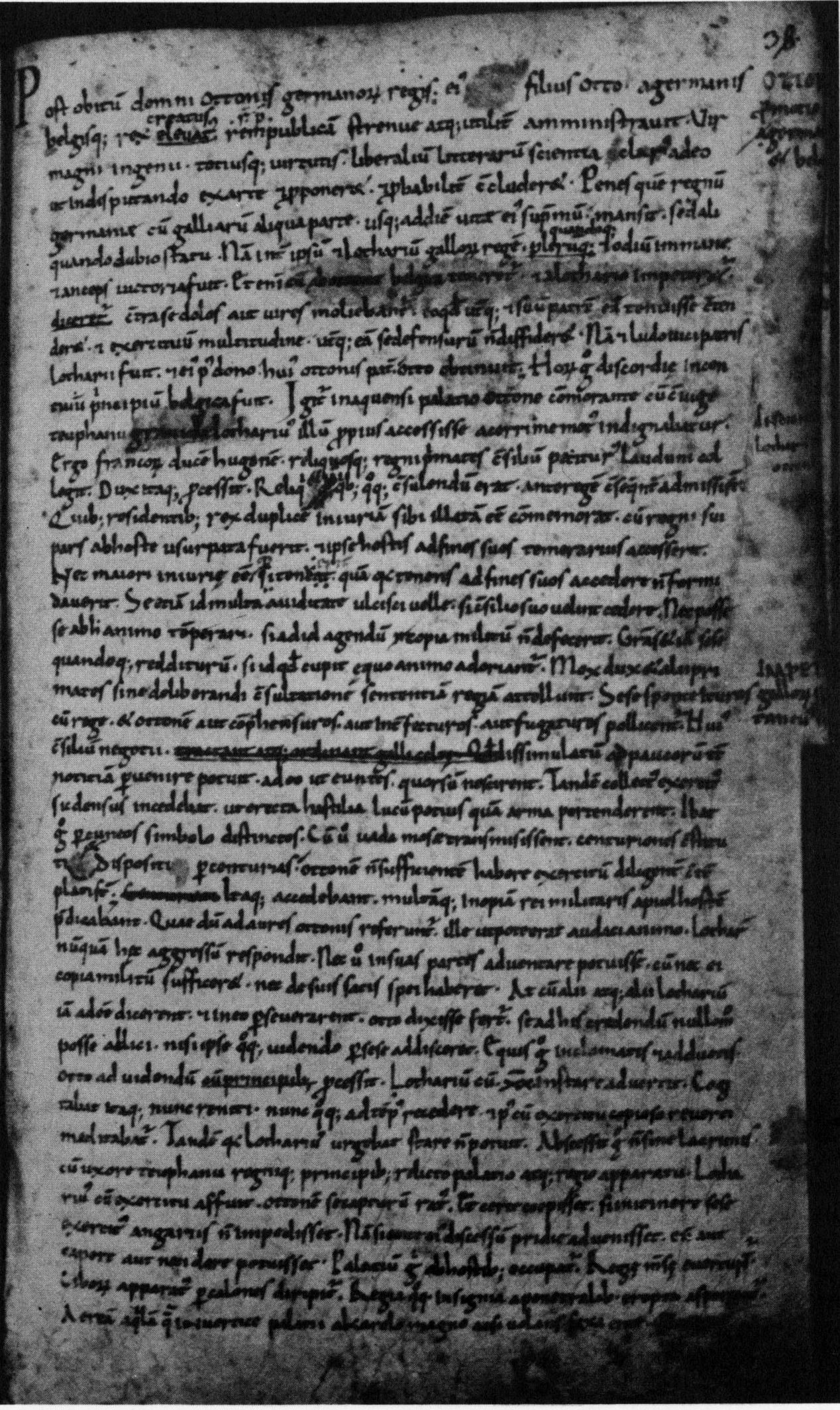
Eine Seite aus dem Autograph der Chronik Richers von Reims. Bamberg, Staatsbibliothek, Msc.Hist.5, fol. 38r

Richer von Reims (* nach 940; † nach 998 in Reims), teilweise in Quellen  als Richer von Saint-Rémi oder  Richerus Remensis aufgeführt, war ein Mönch und Verfasser einer Chronik. Er stammte aus einer Familie des Hofstaats Ludwigs IV. Sein Vater Radulf war ein Vasall (miles) des Königs, nach dessen Tod 954 seiner Witwe Gerberga.

## Leben und Wirken
Wie viele Adelige seiner Zeit wurde er Mönch und lebte ab 969 in der Abtei Saint Rémi in Reims, wo er fast sein ganzes Leben lang blieb. Von 972 an war er an der Domschule Schüler Gerberts von Aurillac (des späteren Papstes Silvester II., von 991 bis 996 Erzbischof von Reims). Ob das besondere medizinische Interesse Richers auf die Vermittlung durch Gerberts Unterricht zurückgeht, kann nicht geklärt werden. 991 reiste Richer nach Chartres, um eine Handschrift des Hippokrates einzusehen. Möglicherweise hat er sich länger in Chartres aufgehalten.
Zwischen 991 und 998 schrieb er ein Gerbert gewidmetes Geschichtswerk, das im Wesentlichen wohl bereits 996 abgeschlossen war. Richer stellte sich in die Tradition der Annalen des Hinkmar von Reims, hat aber in den beiden ersten Büchern nur Flodoard von Reims ausgeschrieben und erweitert. Es wurde erst 1833 durch Georg Heinrich Pertz in der Staatsbibliothek Bamberg wiederentdeckt. Der Titel sowie die Einteilung in Bücher und Kapitel gehen auf den ersten Herausgeber zurück, der von Richer vorgesehene Titel ist unbekannt. Die Darstellung warf ein neues Licht auf die Ereignisse im Zusammenhang mit dem Sturz der Karolinger, dem Erscheinen der Kapetinger, dem Eindringen der Normannen von 885 bis 888 und auf den Kampf  Ludwigs IV. und seines Sohnes Lothar gegen Hugo den Großen.
Das Werk, heute bekannt unter dem Namen Historiae (Historien), ist vor allem eine Geschichte Westfrankens von 879/888 bis 995 in vier Büchern, ergänzt um kürzere Zusätze. Richer hat in Buch 1 und 2 viele Passagen aus den Annalen Flodoards übernommen, dies allerdings nicht immer korrekt. So hat er gleichermaßen einiges neu erfunden wie auch Ereignisse vertauscht. Für die beiden anderen Bücher, die die Zeit ab 966 behandeln, war er Zeitzeuge und benutzte eigene Aufzeichnungen, daneben Erzählungen seines Vaters. Ergänzende annalistische Nachträge reichen bis 998, das letzte sicher datierbare Ereignis, das Richer erwähnt, ist die Erhebung Gerberts zum Erzbischof von Ravenna im Jahre 998. Obwohl besonders in der älteren Forschung viele Historiker seinen Erzählungen eher misstrauten, ist die „Geschichte“ Richers die beste Quelle zur Regierung Hugo Capets. Er trat für ein starkes Königtum ein, wobei er sowohl Karolinger als auch Hugo Capet durchaus kritisierte.

## Autorenexemplar und andere Handschriften
Die Handschrift Msc.Hist.5 der Staatsbibliothek Bamberg ist das autographe Konzept mit zahlreichen Korrekturen und Ergänzungen sowie nachträglich eingefügten Blättern, an dem er in mehreren Phasen gearbeitet hat. Sie ist eine der ältesten erhaltenen Autographen eines literarischen Werkes. Die Redaktion war nicht vollständig abgeschlossen, dennoch hat Richer das Manuskript seinem Auftraggeber überlassen, der das Exemplar in Italien bei sich hatte, wie die Einträge zweier Papst Silvester betreffender Texte beweisen. Wie andere von Heinrich II. der Bibliothek seiner Gründung Bamberg gestiftete Handschriften könnte das Exemplar zur Bibliothek Ottos III. gehört haben. Das Exemplar des Klosters Michelsberg, das Ekkehard von Aura und Johannes Trithemius benutzt haben, enthielt nur die beiden ersten Bücher und ist heute verloren. Weitere Handschriften sind nicht bekannt, obwohl Hugo von Flavigny als einziger Geschichtsschreiber im Westen Richer benutzt hat.

## Ausgaben und Übersetzungen
- Hartmut Hoffmann (Hrsg.): Scriptores (in Folio) 38: Richer von Saint-Remi, Historiae. Hannover 2000 (Monumenta Germaniae Historica, Digitalisat)
- I quattro libri delle Storie (888–998), bearb. von Antonio Cacciari, (Fonti tradotte per la storia dell’alto Medioevo, Bd. 2), Pisa 2008.
- Richer of Saint-Rémi. Histories, 2 Bände, hrsg. von Justin Lake, Harvard University Press, Cambridge, Mass. 2011 (lateinischer Text und englische Übersetzung).